# Hans Leutenegger
Hans Leutenegger (ur. 16 stycznia 1940 w Bichelsee) – szwajcarski bobsleista, złoty medalista igrzysk olimpijskich.

## Kariera
Początkowo Leutenegger uprawiał gimnastykę. Największy sukces w bobslejach osiągnął w 1972 roku, kiedy wspólnie z Jeanem Wickiem, Wernerem Camichelem i Edym Hubacherem wywalczył złoto w czwórkach podczas igrzysk olimpijskich w Sapporo. Był to jego jedyny start olimpijski. Nigdy nie zdobył medalu na mistrzostwach świata.
Jeszcze będąc aktywnym sportowcem założył firmę budowlaną Hans Leutenegger AG, której prowadzeniem zajął się po zakończeniu sportowej kariery. Został także aktorem.